# Автошлях E33
Європейський маршрут Е33 — європейський автомобільний маршрут категорії А в Італії, що з'єднує міста Парма та Спеція. Довжина маршруту — 124 км.
Е33 пов'язаний з маршрутами

## Фотографії

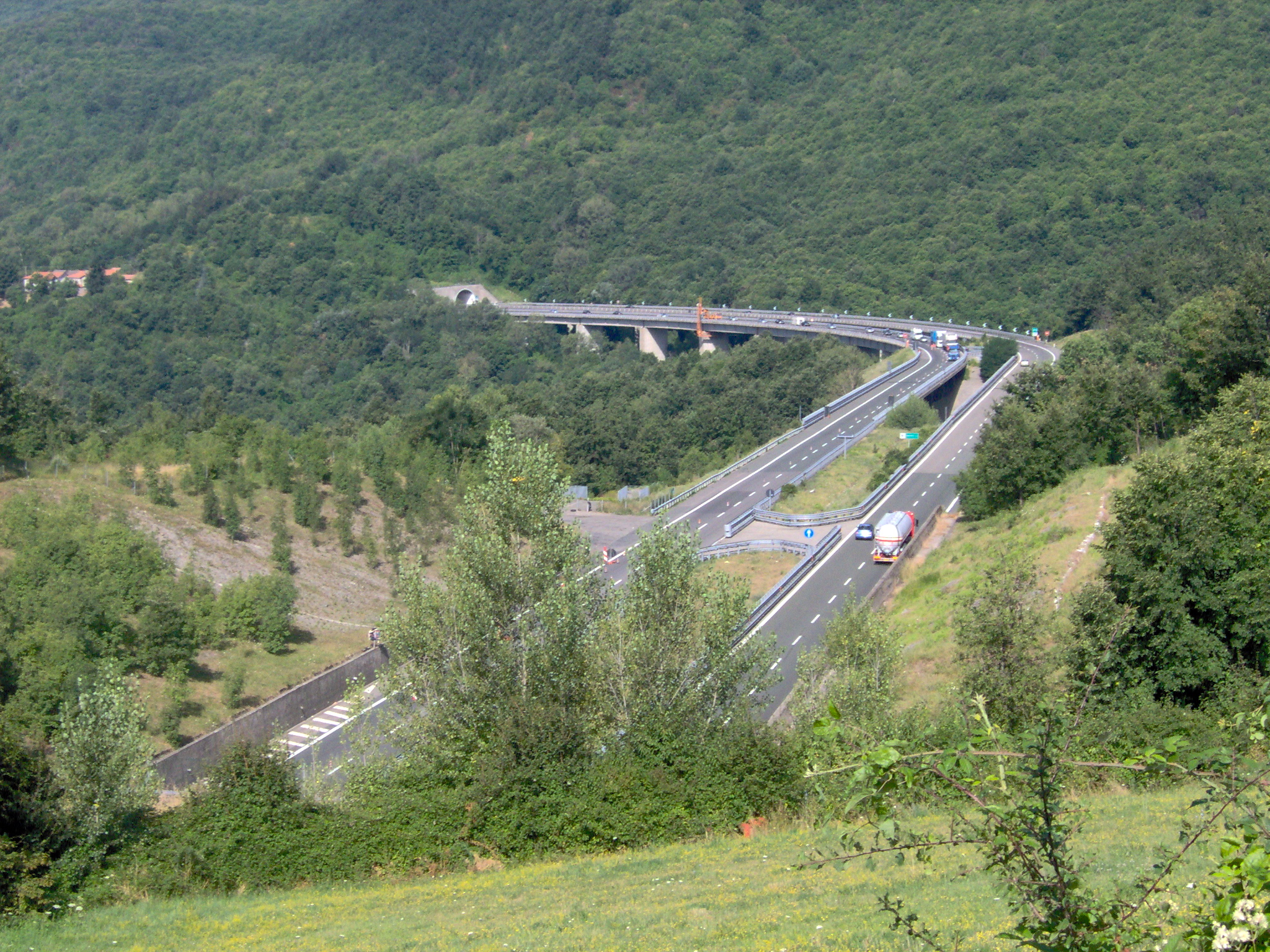
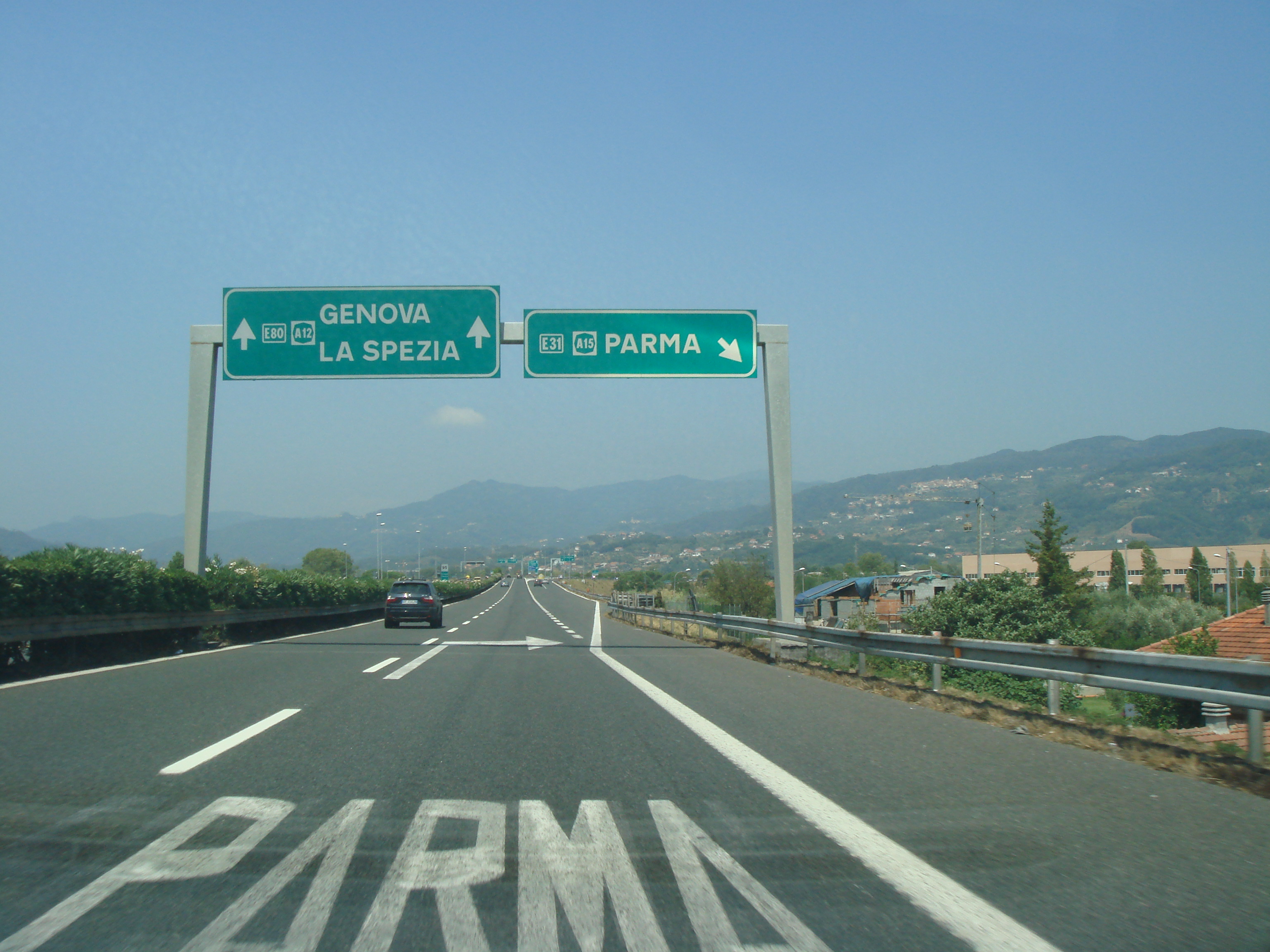